# اولیویه پانتالونی
اولیویه پانتالونی (انگلیسی: Olivier Pantaloni؛ زادهٔ ۱۳ دسامبر ۱۹۶۶) بازیکن فوتبال اهل فرانسه است.
از باشگاه‌هایی که در آن بازی کرده‌است می‌توان به باشگاه فوتبال سن-اتین، باشگاه فوتبال باستیا، باشگاه فوتبال نیس، و باشگاه فوتبال آژاکسیو اشاره کرد.